# Janez Roškar
Janez Roškar (1 de agosto de 1953) es un deportista esloveno que compitió en atletismo adaptado. Ganó dos medallas en los Juegos Paralímpicos de Verano, bronce en Atlanta 1996 y bronce en Sídney 2000.

## Palmarés internacional
| Juegos Paralímpicos | Juegos Paralímpicos      | Juegos Paralímpicos | Juegos Paralímpicos |
| Año                 | Lugar                    | Medalla             | Prueba              |
| ------------------- | ------------------------ | ------------------- | ------------------- |
| 1996                | Atlanta (Estados Unidos) | Medalla de bronce   | Jabalina F54        |
| 2000                | Sídney (Australia)       | Medalla de bronce   | Jabalina F55        |